# Sondre Turvoll Fossli
Sondre Turvoll Fossli (Øvre Eiker, 10 agosto 1993) è un fondista norvegese.

## Biografia
Fossli, originario di Hokksund di Øvre Eiker, in Coppa del Mondo ha esordito il 20 febbraio 2011 a Drammen (25°) e ha ottenuto il primo podio il 29 novembre 2014 a Kuusamo (3°).
In carriera non ha preso parte a né a rassegne olimpiche né iridate.

## Palmarès

### Mondiali juniores
- 3 medaglie:
  - 1 argento (sprint a tecnica classica a Otepää 2011)
  - 2 bronzi (sprint a tecnica libera, staffetta a Erzurum 2012)

### Coppa del Mondo
- Miglior piazzamento in classifica generale: 27º nel 2015
- 3 podi (tutti individuali):
  - 1 secondo posto
  - 2 terzi posti

#### Coppa del Mondo - competizioni intermedie
- 1 podio di tappa:
  - 1 vittoria

##### Coppa del Mondo - vittorie di tappa
| Data             | Località | Nazione   | Competizione | Disciplina |
| ---------------- | -------- | --------- | ------------ | ---------- |
| 27 novembre 2015 | Kuusamo  | Finlandia | Ruka Triple  | SP TC      |

Legenda:

TC = tecnica classica

SP = sprint